# 真菌之毀滅
真菌之毀滅是倪匡筆下著名科幻小說衛斯理系列之一，是《妖火》故事的下半部。

## 內容簡述
魔鬼集團企圖逼使張小龍合作發展出改變人性的研究，以達到統治世界的野心，但為了挽救全人類不被控制的命運，張小龍選擇與敵人玉石俱焚同歸於盡的做法，衛斯理見力勸不果，亦只有自己獨自離開這恐怖組織的總部。直至發現跟張小龍有心靈感應的姐姐張小娟變了植物人以後，衛斯理終於知道張小龍還是為了全人類而犧牲了。真正的「妖火」之謎，只有在小說最後數段文字中才真正揭開了謎底。

## 主要人物
- 衛斯理 - 故事主角，喜好冒險的年輕人。
- 張小龍 - 能利用內分泌改變生物性格，有偉大情操的生物學家，研發出成果被野心集團利用，故事最後假意願與野心集團合作，豈料是利用真菌同歸於盡。
- 張小娟 - 身分立場撲朔迷離。
- 張海龍 - 有錢的銀行家。在市郊有一棟別墅，被野心集團拿來當作基地。
- 希特勒 - 魔鬼集團首領，企圖逼張小龍協助控制世界的野心組織首領。
- 莎芭 - 為了報復衛斯理，無所不用其極的巴西混血女郎，心腸狠毒的女子。
- 漢克 - 內心高傲的野心集團人物，追蹤衛斯理而至，反而被衛斯理利用。
- 白樂克 - 國際警方人員，後被毒針刺死。
- 霍華德 - 國際警方人員，後被毒針刺死。
- 甘木中將 - 日本人，在海底總部的首領的四個秘書之一。
- 久繁　- 司電梯的老人，被衛斯理打昏藏在電梯頂上，與五郎同為北海道人。
- 五郎 - 被衛斯理化妝的老人久繁蒙騙，協助他逃離「魔鬼集團」的人，與久繁同為北海道人。
- 納爾遜 - 國際警察部隊的高級首長，用電話遙控衛斯理，在背後給予衛斯理幫助。

## 相關書目
- 《妖火》

| 前任者： 004 妖火               | 衛斯理系列（按編號） 005                                          | 繼任者： 006 藍血人       |
| 前任者： 地底奇人、衛斯理與白素 | 衛斯理系列（按連載時序） 1964年2月13日至1964年8月4日 （包括妖火） | 繼任者： 藍血人、回歸悲劇 |